# الحاجی گرو
سالیسو عبداللهی «الحاجی» گرو (انگلیسی: Salisu Abdullahi "Alhaji" Gero؛ زادهٔ ۱۰ اکتبر ۱۹۹۳) بازیکن فوتبال اهل نیجریه است که برای تورون پالوسئورا در لیگ دسته یک فوتبال فنلاند بازی می‌کند. وی سابقه بازی در باشگاه‌های استقلال و اوسترشوندس را دارد. همچنین او برای تیم ملی فوتبال نیجریه نیز بازی کرده‌است

## دوران باشگاهی

### سال‌های اولیه

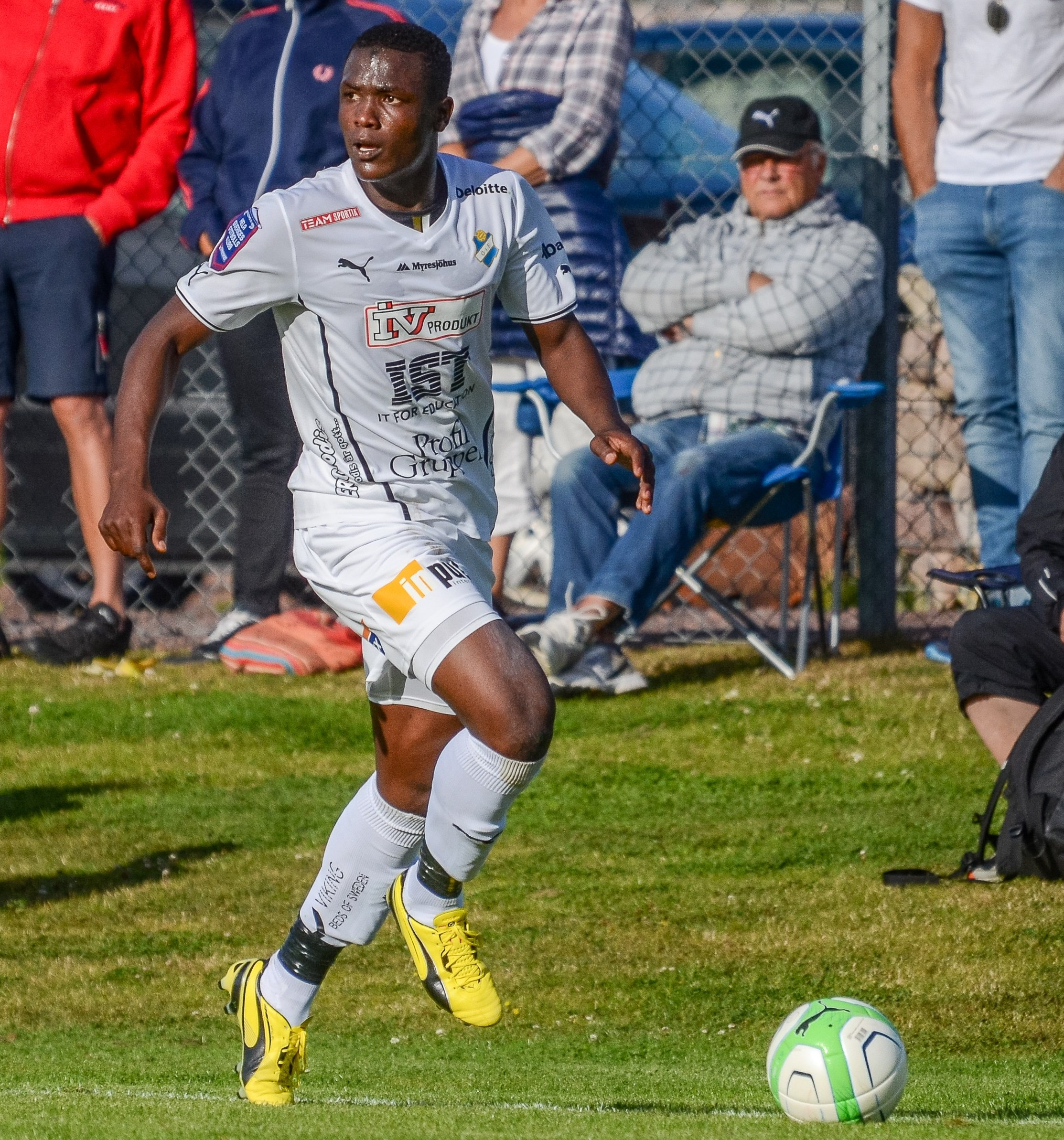
گرو در حین اولین بازی خود در رده سنی زیر ۲۱ سال، اوسترش در برابر کالمار

گرو فوتبال را از خیابان‌های کانو آغاز کرد و در شانزده سالگی توانست نخستین قرارداد حرفه‌ایش را با الکانمی واریرز امضا کند. یک سال بعد به لوبی استارز پیوست. در آوریل ۲۰۱۲ در پنجرهٔ نقل و انتقالاتی نیم‌فصل، گرو از کادونا یونایتد به انوگو رنجرز منتقل شد و بلافاصله نخستین بازی‌اش را برای این تیم برابر اکوا یونایتد انجام داد.
در اوت ۲۰۱۳، گرو به اوسترش پیوست، تیمی که در آن فصل به سوپرتان (دومین لیگ معتبر سوئد) سقوط کرده بود.
در دسامبر ۲۰۱۴ باشگاه دانمارکی ویبورگ اعلام کرد که گرو را با قراردادی آزاد، به خدمت گرفته‌است. او در نخستین فصل حضورش ۱۵ بازی انجام داد و یک گل به ثمر رساند.

### اوسترشوندس
گرو در ۱۸ ژانویه ۲۰۱۶ به اوسترشوندس پیوست و با سامان قدوس هم‌باشگاهی شد. او در ۱۴ سپتامبر ۲۰۱۷ نخستین گلش در یک رقابت اروپایی را برابر زوریا لوهانسک به ثمر رساند.

### استقلال
در تاریخ ۱۷ مرداد ۱۳۹۷ (۸ اوت ۲۰۱۸)، گرو با قراردادی سه ساله به استقلال پیوست. او شمارهٔ ۹ را در استقلال انتخاب کرد، همان شمارهٔ پیراهنی که در تیم سابقش اوسترشوندس می‌پوشید.
در روز ۱۹ مرداد، گرو برای نخستین بار در برد ۳–۰ استقلال برابر تراکتورسازی به عنوان بازیکن تعویضی به جای وریا غفوری به میدان رفت. او نخستین گلش برای این باشگاه را در مرحلهٔ یک‌هشتم جام حذفی برابر سایپا از روی نقطه پنالتی به ثمر رساند. وی سرانجام در ۲۵ آذر با وجودی ناکامی در گلزنی در لیگ، در حالی که تنها چهار ماه از پیوستنش به استقلال می‌گذشت، قراردادش را به صورت توافقی با این تیم فسخ کرد.

### بازگشت به سوئد
در روز ۲۵ فوریه ۲۰۱۹، گرو به تیم سابقش اوسترشوندس بازگشت. با این حال در ۹ ژوئیه ۲۰۱۹ از اوسترشوندس جدا شد و به باشگاه تازه صعود کردهٔ هلسینگبورگس پیوست.

## ملی
گرو سابقه بازی در تیم ملی زیر ۲۰ سال نیجریه را دارد ۱۵ بازی انجام داده و ۶ گل در این رده سنی به ثمر رسانده‌است.
گرو سابقه دعوت شدن به تیم ملی بزرگسالان نیجریه را دارد در سال ۲۰۱۳ یک بازی برابر ساحل عاج انجام داد.

## زندگی شخصی
برادر کوچک‌تر گرو، احمد نیز بازیکن فوتبال است.

## آمار

### باشگاهی
تا تاریخ ۱۶ دسامبر ۲۰۱۸٫
| باشگاه      | فصل     | لیگ                | لیگ    | لیگ  | جام حذفی | جام حذفی | قاره‌ای۱ | قاره‌ای۱ | غیره۲  | غیره۲ | مجموع  | مجموع |
| باشگاه      | فصل     | دسته               | بازی‌ها | گل‌ها | بازی‌ها   | گل‌ها     | بازی‌ها  | گل‌ها    | بازی‌ها | گل‌ها  | بازی‌ها | گل‌ها  |
| ----------- | ------- | ------------------ | ------ | ---- | -------- | -------- | ------- | ------- | ------ | ----- | ------ | ----- |
| اوسترش      | ۲۰۱۳    | آلسونسکن           | ۱۰     | ۱    | ۱        | ۰        | —       | —       | —      | —     | ۱۱     | ۱     |
| اوسترش      | ۲۰۱۴    | سوپرتان            | ۲۶     | ۸    | ۴        | ۰        | —       | —       | ۲      | ۰     | ۳۲     | ۸     |
| اوسترش      | مجموع   | مجموع              | ۳۶     | ۹    | ۵        | ۰        | —       | —       | ۲      | ۰     | ۴۳     | ۹     |
| ویبورگ      | ۱۵–۲۰۱۴ | دسته ۱ دانمارک     | ۱۵     | ۱    | ۰        | ۰        | —       | —       | —      | —     | ۱۵     | ۱     |
| ویبورگ      | ۱۶–۲۰۱۵ | سوپر لیگ دانمارک   | ۸      | ۰    | ۲        | ۲        | —       | —       | —      | —     | ۱۰     | ۲     |
| ویبورگ      | مجموع   | مجموع              | ۲۳     | ۱    | ۲        | ۲        | —       | —       | —      | —     | ۲۵     | ۳     |
| اوسترشوندس  | ۲۰۱۶    | آلسونسکن           | ۲۲     | ۳    | ۴        | ۲        | –       | –       | –      | –     | ۲۶     | ۵     |
| اوسترشوندس  | ۲۰۱۷    | آلسونسکن           | ۲۴     | ۲    | ۵        | ۱        | ۱۱      | ۲       | –      | –     | ۴۰     | ۵     |
| اوسترشوندس  | ۲۰۱۸    | آلسونسکن           | ۹      | ۱    | ۲        | ۱        | ۱       | ۰       | —      | —     | ۱۲     | ۲     |
| اوسترشوندس  | ۲۰۱۹    | آلسونسکن           | ۱۳     | ۱    | ۰        | ۰        | –       | –       | —      | —     | ۱۳     | ۱     |
| اوسترشوندس  | مجموع   | مجموع              | ۶۸     | ۷    | ۱۱       | ۴        | ۱۲      | ۲       | —      | —     | ۹۱     | ۱۳    |
| استقلال     | ۹۸–۱۳۹۷ | لیگ برتر خلیج فارس | ۷      | ۰    | ۲        | ۱        | ۱       | ۰       | —      | —     | ۱۰     | ۱     |
| هلسینگبورگس | ۲۰۱۹    | آلسونسکن           | ۰      | ۰    | ۰        | ۰        | —       | —       | —      | —     | ۰      | ۰     |
| مجموع       | مجموع   | مجموع              | ۱۳۳    | ۱۷   | ۲۰       | ۷        | ۱۳      | ۲       | ۲      | ۰     | ۱۶۸    | ۲۶    |

۱ شامل بازی‌های لیگ اروپا و لیگ قهرمانان آسیا می‌شود.

۲  شامل حضور در پلی آف سوپرتان می‌شود.

## افتخارات

### باشگاهی
ویبورگ
- لیگ دسته ۱ دانمارک: ۲۰۱۴–۲۰۱۵

اوسترشوندس
- جام حذفی فوتبال سوئد: ۱۷–۲۰۱۶